# Épeigné-sur-Dême
Épeigné-sur-Dême är en kommun i departementet Indre-et-Loire i regionen Centre-Val de Loire i de centrala delarna av Frankrike. Kommunen ligger i kantonen Neuvy-le-Roi som tillhör arrondissementet Tours. År 2022 hade Épeigné-sur-Dême 159 invånare.

## Befolkningsutveckling
Antalet invånare i kommunen Épeigné-sur-Dême
Referens:INSEE